# Эрхирик
Эрхири́к (бур. Эрхирэг) — село в Заиграевском районе Бурятии, административный центр сельского поселения «Дабатуйское».

## География
Расположено к востоку от города Улан-Удэ на правом берегу реки Уда, выше впадения в неё речки Грязнуха. В черте села в Уду впадает ручей Эрхирик, по которому назван населённый пункт. Через Эрхирик проходит региональная автодорога Р436 Улан-Удэ — Романовка — Чита. В 2,5 км к северо-востоку от села находится улус Дабата.

## История
Бурятское поселение существует здесь несколько веков.
В июле-августе 1889 года в Эрхирике отдыхали Г. Н. Потанин и А. В. Потанина.
В 1927 году в Эрхирике образуется сельхозартель «Шэнэhэтэ» («Шинестуй»). В 1931 году в селе построена начальная школа.
В 1934 году артель «Шинестуй» объединяется с колхозом «Улаан Эрхирэг» (в переводе с бурятского — Красный Эрхирик). В 1939—1940 годах колхоз участвовал во Всесоюзной сельскохозяйственной выставке в Москве, где получил диплом I степени.
В годы Великой Отечественной войны из села на фронт призвано 117 человек. В колхозе остались работать женщины, старики и дети.
После войны «Красный Эрхирик» укрупнился: в него вошли улусы Арбижил, Добо-Ёнхор, Онохой-Шибирь. В 1965 году в селе открылась 8-летняя школа. С 1978 года работает средняя общеобразовательная школа. В 1990-е годы колхоз «Красный Эрхирик» распался.
Село известно своим Народным ансамблем песни и танца «Аялга».

## Население
| 2002 | 2010  | 2021  | 2025  |
| ---- | ----- | ----- | ----- |
| 1550 | ↗2261 | ↗5234 | ↗6050 |

## Известные люди
- Ринчен Номтоев (1821—1907) — выдающийся монголовед, филолог, просветитель, писатель, переводчик.

## Достопримечательности
- Священная гора Сагаан Хада (Белая гора)